# Bayerisches Ärzteblatt
Das Bayerische Ärzteblatt ist das monatlich erscheinende Mitgliedermagazin der Bayerischen Landesärztekammer (BLÄK), die auch als Herausgeber fungiert. Doppelausgaben sind die Nummern 1–2 und 7–8.

## Themen
Im medizinischen Titelthema des Bayerischen Ärzteblattes schreiben in jeder Ausgabe namhafte Autoren über Neuigkeiten der vergangenen fünf Jahre aus ihrem jeweiligen Fachgebiet. Die Beiträge sind verbunden mit Fortbildungsfragen und der Möglichkeit für die Leserinnen und Leser, online CME-Punkte zu erwerben. Die Rubrik „Blickdiagnose“ widmet sich der Beschreibung von einzelnen, oft paradigmatischen und propädeutischen Fallbeschreibungen, die Rubriken „Panorama“ und „BLÄK informiert“ setzen sich u. a. mit Veranstaltungen und Initiativen im Gesundheitsbereich auseinander sowie mit aktuellen Themen aus der Gesundheits- und Berufspolitik und Gesetzen und Regelungen zur ärztlichen Tätigkeit. Weitere Inhalte sind die Kurzmeldungen „BLÄK  kompakt“ sowie der Stellenmarkt und die Kleinanzeigen.
| 1998 | 1999 | 2000 | 2001 | 2002 | 2003 | 2004 | 2005 | 2006 | 2007  | 2008  | 2009  | 2010  | 2011  | 2012  | 2013  | 2014  | 2015  | 2016  | 2017 | 2018 | 2019 | 2020 | 2021 | 2022 | 2023 | 2024 |
| ---- | ---- | ---- | ---- | ---- | ---- | ---- | ---- | ---- | ----- | ----- | ----- | ----- | ----- | ----- | ----- | ----- | ----- | ----- | ---- | ---- | ---- | ---- | ---- | ---- | ---- | ---- |
|      |      |      |      |      |      |      |      |      | 68108 | 69590 | 68783 | 69910 | 71209 | 72863 | 74416 | 75107 | 76186 | 77365 |      |      |      |      |      |      |      |      |

## Sonstiges
Die blaue Schrift auf weißem Grund hatte die Zeitschrift 1970 erhalten.
Zu den Verlagsschwestern des Bayerischen Ärzteblattes gehören u. a. das Schleswig-Holsteinische Ärzteblatt, das Kanu Magazin, das Golf Journal und Unterwasser – das Tauchmagazin.